# 39
39（三十九、さんじゅうきゅう、みそじあまりここのつ）は自然数、また整数において、38の次で40の前の数である。

## 性質
- 39 は合成数であり、正の約数は 1, 3, 13, 39 である。
  - 約数の和は56。
- 39 = 3 × 13
  - 15番目の半素数である。1つ前は38、次は46。
  - n = 1 のときの 13 × 3n の値とみたとき1つ前は13、次は117。(オンライン整数列大辞典の数列 A258597)
- 5番目の完全トーシェント数である。1つ前は27、次は81。
- 39 = 31 + 32 + 33
  - 3の自然数乗の和とみたとき1つ前は12、次は120。
  - a = 3 のときの a1 + a2 + a3 の値とみたとき1つ前は14、次は84。
  - 素数 p = 3 のときの p1 + p2 + p3 の値とみたとき1つ前は14、次は155。(オンライン整数列大辞典の数列 A181149)
- 1/39 = 0.025641… (下線部は循環節で長さは6)
  - 逆数が循環小数になる数で循環節が6になる8番目の数である。1つ前は35、次は42。
- 約数の和が39になる数は1個ある。(18) 約数の和1個で表せる15番目の数である。1つ前は38、次は40。 
  - 約数の和が奇数になる7番目の奇数である。1つ前は31、次は57。
- David Wells はその著書“The Penguin Dictionary of Curious and Interesting Numbers”で、『39 は最初の「特徴のない数」であり、「特徴のない数の集合のなかで最小の要素である」という特徴のある数』だとしている。これは嘘つきのパラドックスと類似のパラドックスであり、ユーモアである。
- 39 = (3 + 9) + (3 × 9)
  - 各位の和と各位の積を加えてできる3番目の数である。１つ前は29、次は49。(オンライン整数列大辞典の数列 A038364)
- 各位の和が12になる最小の数である。次は48。
  - 各位の和が n になる最小の数である。1つ前の11は29、次の13は49。(オンライン整数列大辞典の数列 A051885)
- 各位の平方和が90になる最小の数である。次は93。(オンライン整数列大辞典の数列 A003132)
  - 各位の平方和が n になる最小の数である。1つ前の89は58、次の91は139。(オンライン整数列大辞典の数列 A055016)
- 各位の立方和が756になる最小の数である。次は93。(オンライン整数列大辞典の数列 A055012)
  - 各位の立方和が n になる最小の数である。1つ前の755は368、次の757は139。(オンライン整数列大辞典の数列 A165370)
- 39 = 12 + 22 + 32 + 52
  - n = 2 のときの 1n + 2n + 3n + 5n の値とみたとき1つ前は11、次は161。
  - 39 = (3−1/2)2 + (5−1/2)2 + (7−1/2)2 + (11−1/2)2
- n = 3 のときの n と n2 を並べてできる数である。1つ前は24、次は416。(オンライン整数列大辞典の数列 A053061)
- n = 3 のときの n と 3n を並べてできる数である。1つ前は26、次は412。(オンライン整数列大辞典の数列 A019551)
- 3番目の完全数496の全ての素因数の和が39である。1つ前は11、次は139。(オンライン整数列大辞典の数列 A276663)

## その他 39 に関連すること
- 原子番号39番の元素はイットリウム (Y)。
- 第39代天皇は弘文天皇。
- 日本の第39代内閣総理大臣は近衞文麿である。
- 大相撲の第39代横綱は前田山英五郎である。
- 易占の六十四卦で第39番目の卦は、水山蹇。
- アフガニスタンの39という数字にまつわる都市伝説（英語版）では、39という数字が売春と関連づけられており、車のナンバープレートなどが避けられる[1]。
- アメリカ合衆国の第39代大統領はジミー・カーター。
- アメリカ合衆国の39番目の州はノースダコタ州である。
- JIS X 0401、ISO 3166-2:JPの都道府県コードの「39」は高知県。
- クルアーンにおける第39番目のスーラは集団である。
- 第39代ローマ教皇はアナスタシウス1世（在位：399年11月27日～401年12月19日）である。
- 年始から数えて39日目は、2月8日。
- 福井テレビのアナログ親局のチャンネル番号。
- 「Thank you.」に掛けられる。
- 作品の名
  - 39 刑法第三十九条 - 1999年公開の日本映画
  - 39 (下川みくにのアルバム) - 下川みくにの1stアルバム
  - 39 (KinKi Kidsのアルバム) - KinKi Kidsのベストアルバム
  - '39 - クイーンの楽曲。アルバム『オペラ座の夜』に収録。
  - 39 - sasakure.UK作曲、DECO*27作詞の、音声合成ソフトVOCALOIDの初音ミクをボーカルに用いた楽曲。「ミク」の語呂合わせ。

## 符号位置
| 記号 | Unicode | JIS X 0213 | 文字参照          | 名称                      |
| ---- | ------- | ---------- | ----------------- | ------------------------- |
| ㊴   | U+32B4  | 1-8-51     | &#x32B4; &#12980; | CIRCLED DIGIT THIRTY NINE |